# 順利紀律部隊宿舍

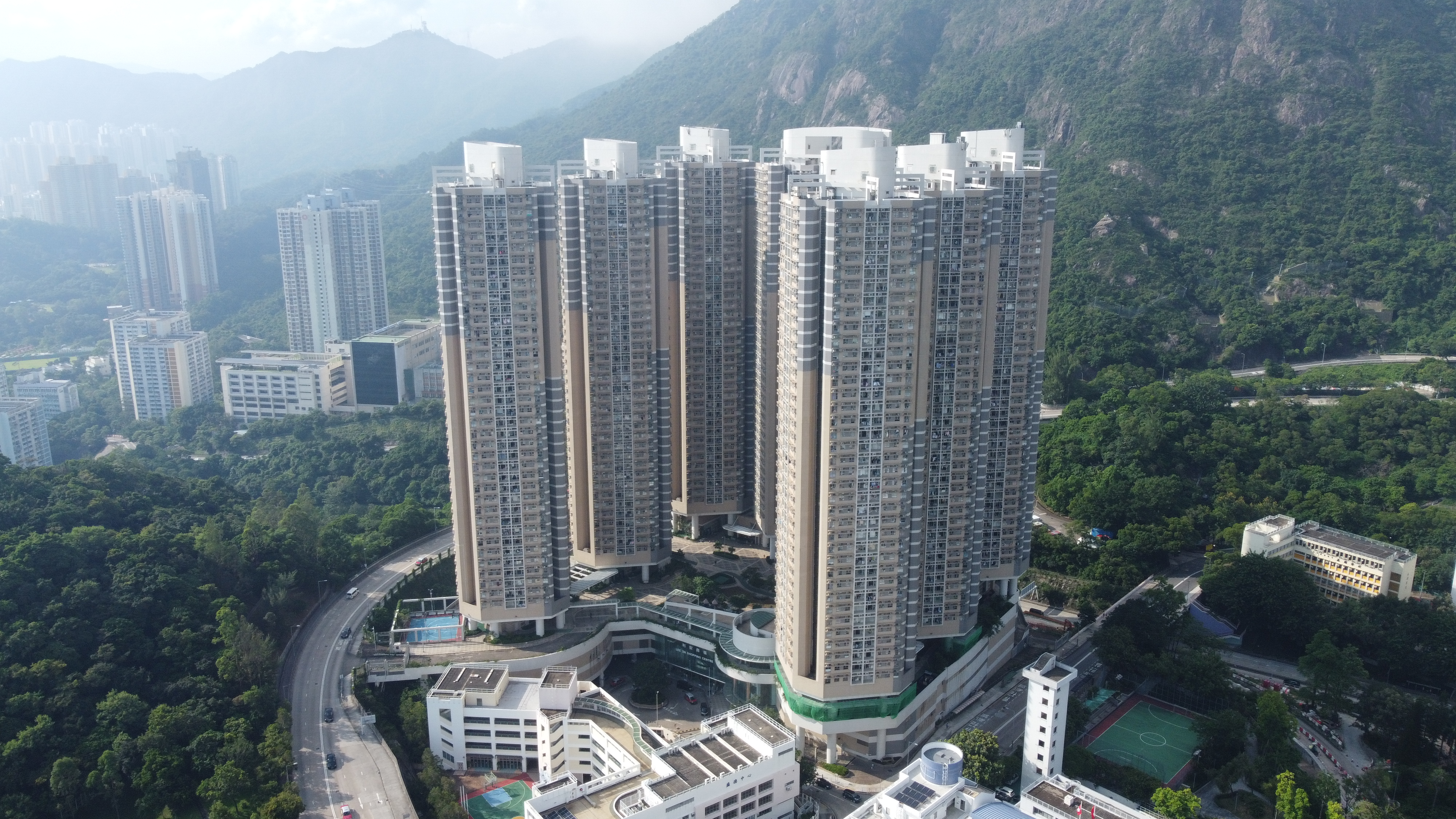
航拍角度的順利紀律部隊宿舍

順利紀律部隊宿舍（於興建階段時名為利安道紀律部隊宿舍）位於香港九龍觀塘區利安道32號，王歐陽（香港）有限公司設計、新昌-泰勒吾爵聯營承建，於1997年開始興建。其中，1、2座2001年5月入伙，其餘樓宇兩個月後入伙。該宿舍由基座8座樓宇以及停車場所組成（第4座與第5座相連），2,220個住宅單位，是香港政府宿舍中戶最多的建築群；每座有37層，第1，2，3，6，7，8座，每層8個單位（A至H），第4，5座，每層6個單位（A至F）。宿舍面向香港扶幼會盛德中心學校，利安道旁有順利消防局 、順利邨遊樂場、佐敦谷公園、聖道迦南書院及匯基書院（東九龍）。
順利紀律部隊宿舍的前身是順利臨時房屋區西面大部份的地方，整座宿舍被利安道和新清水灣道所包圍。

## 屋苑資料

### 順利紀律部隊宿舍

#### 樓宇
| 樓宇座號 | 門牌號碼   | 層數 | 落成年份 |
| -------- | ---------- | ---- | -------- |
| 第1座    | 利安道32號 | 37   | 2001     |
| 第2座    | 利安道32號 | 37   | 2001     |
| 第3座    | 利安道32號 | 37   | 2001     |
| 第4座    | 利安道32號 | 37   | 2001     |
| 第5座    | 利安道32號 | 37   | 2001     |
| 第6座    | 利安道32號 | 37   | 2001     |
| 第7座    | 利安道32號 | 37   | 2001     |
| 第8座    | 利安道32號 | 37   | 2001     |

会所设施包括羽毛球场、乒乓球桌、镜房、游戏室、自修室、卫生间与浴室；户外设施包括篮球场、游乐场、健体区、缓跑径。另外，屋苑基座设有购物中心，设施包括教育中心、模型店、杂货店、水疗中心、茶餐厅、超市、理发店、小吃店、文具店。

## 教育設施
附近有數間中小學及幼稚園
- 匯基書院 (東九龍)（利安里2號）
- 基督教中國佈道會聖道迦南書院（利安里6號）
- 順利天主教中學（順緻苑順緻街7號）
- 觀塘官立中學（順緻苑順緻街9號）
- 中華基督教會基順學校（利恒樓側）
- 香港扶幼會盛德中心學校（利安里2號A）
- 保良局李筱參托兒中心（順利社區中心6樓）

## 康體設施

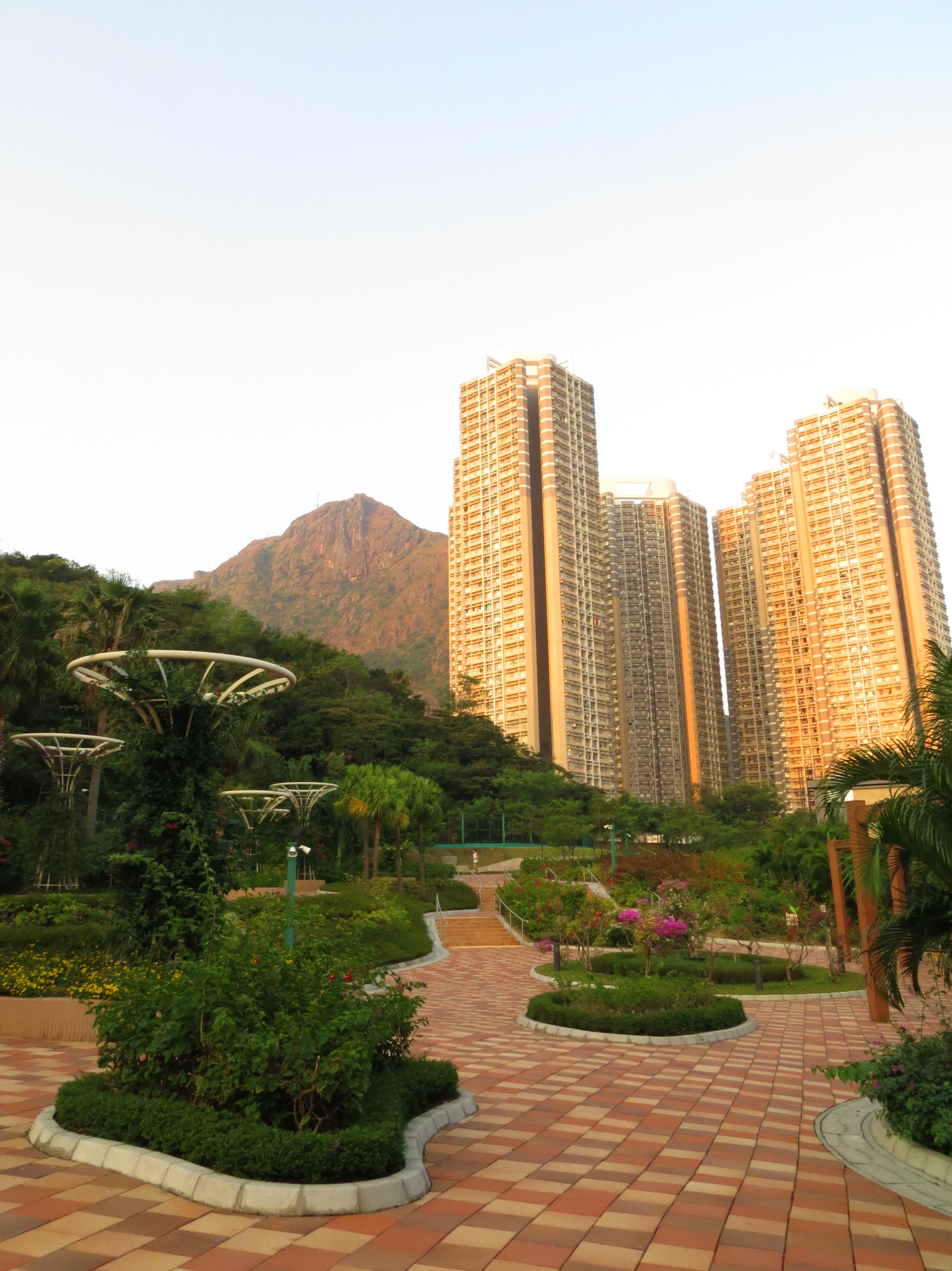
從佐敦谷公園的簕杜鵑園向東北望向順利紀律部隊宿舍

- 佐敦谷公園
- 順利邨遊樂場
- 順利邨體育館
- 順利邨公園

## 交通
住戶可以選擇利用多條巴士和專線小巴路線，前往香港各區；亦有4條巴士線在返回順利邨或順天邨時，繞經宿舍外面的利安道，便利居民出入。該宿舍本身有一定的人口須求，故亦有一條54S專線小巴路線，由宿舍前往黃大仙睦鄰街（循環線），方便居民前往黃大仙或鑽石山一帶。宿舍亦提供大量停車位供住客使用。

## 參看
- 四順
- 順安邨
- 順天邨
- 順緻苑

## 資料來源
1. ↑  利安道紀律部隊人員宿舍 項目 （页面存档备份，存于）. hsinchong.
2. ↑  .   [2016-08-29]. （原始内容存档于2016-12-21）.
3. ↑  .   [2016-08-29]. （原始内容存档于2017-02-09）.
4. ↑  .   [2016-08-29]. （原始内容存档于2016-09-21）.
5. ↑  .   [2016-08-29]. （原始内容存档于2016-12-04）.

## 外部連結
- 順利紀律部隊宿舍入伙 — 香港警務處 （页面存档备份，存于）